# Pecluma bermudiana
Pecluma bermudiana är en stensöteväxtart som först beskrevs av A. M. Evans, och fick sitt nu gällande namn av Michael Greene Price. Pecluma bermudiana ingår i släktet Pecluma och familjen Polypodiaceae. Inga underarter finns listade.